# Torrados
Torrados é uma localidade portuguesa do Município de Felgueiras que foi sede da extinta Freguesia de Torrados, freguesia que tinha 3,39 km² de área e 2 370 habitantes (2011), e, por isso, uma densidade populacional de 699,1 hab./km².
A freguesia de São Pedro de Torrados, era reitoria da apresentação da Mitra da Sé do Porto e comenda da Ordem de Cristo. Da diocese de Braga passou para a diocese do Porto em 1882. Depois foi extinta em 2013, no âmbito de uma reforma administrativa nacional, para, em conjunto com a Freguesia de Sousa, formar uma nova freguesia denominada União das Freguesias de Torrados e Sousa da qual é a sede.

## População
| População da freguesia de Torrados | População da freguesia de Torrados | População da freguesia de Torrados | População da freguesia de Torrados | População da freguesia de Torrados | População da freguesia de Torrados | População da freguesia de Torrados | População da freguesia de Torrados | População da freguesia de Torrados | População da freguesia de Torrados | População da freguesia de Torrados | População da freguesia de Torrados | População da freguesia de Torrados | População da freguesia de Torrados | População da freguesia de Torrados |
| ---------------------------------- | ---------------------------------- | ---------------------------------- | ---------------------------------- | ---------------------------------- | ---------------------------------- | ---------------------------------- | ---------------------------------- | ---------------------------------- | ---------------------------------- | ---------------------------------- | ---------------------------------- | ---------------------------------- | ---------------------------------- | ---------------------------------- |
| 1864                               | 1878                               | 1890                               | 1900                               | 1911                               | 1920                               | 1930                               | 1940                               | 1950                               | 1960                               | 1970                               | 1981                               | 1991                               | 2001                               | 2011                               |
| 569                                | 620                                | 649                                | 686                                | 710                                | 712                                | 783                                | 893                                | 1 064                              | 1 399                              | 1 809                              | 2 054                              | 2 045                              | 2 560                              | 2 370                              |

| Distribuição da População por Grupos Etários | Distribuição da População por Grupos Etários | Distribuição da População por Grupos Etários | Distribuição da População por Grupos Etários | Distribuição da População por Grupos Etários | Distribuição da População por Grupos Etários | Distribuição da População por Grupos Etários | Distribuição da População por Grupos Etários | Distribuição da População por Grupos Etários | Distribuição da População por Grupos Etários |
| -------------------------------------------- | -------------------------------------------- | -------------------------------------------- | -------------------------------------------- | -------------------------------------------- | -------------------------------------------- | -------------------------------------------- | -------------------------------------------- | -------------------------------------------- | -------------------------------------------- |
| Ano                                          | 0-14 Anos                                    | 15-24 Anos                                   | 25-64 Anos                                   | > 65 Anos                                    |                                              | 0-14 Anos                                    | 15-24 Anos                                   | 25-64 Anos                                   | > 65 Anos                                    |
| 2001                                         | 582                                          | 466                                          | 1 281                                        | 231                                          |                                              | 22,7%                                        | 18,2%                                        | 50,0%                                        | 9,0%                                         |
| 2011                                         | 420                                          | 341                                          | 1 345                                        | 264                                          |                                              | 17,7%                                        | 14,4%                                        | 56,8%                                        | 11,1%                                        |